# Yuriko, Prinzessin Mikasa

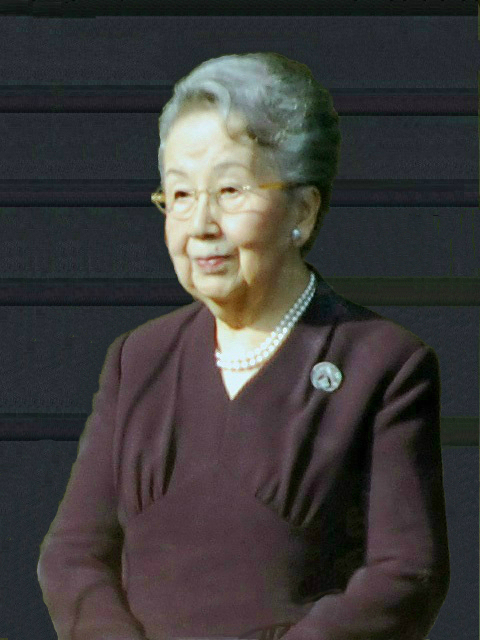
Prinzessin Mikasa (Januar 2012)

Prinzessin Mikasa (* 4. Juni 1923 in Tokio; † 15. November 2024 ebenda) war die Witwe von Prinz Mikasa, des jüngsten Bruders des Kaisers Hirohito, und damit Mitglied der kaiserlichen Familie von Japan.

## Leben
Sie war die zweite Tochter von Masanari Takagi, 1941 schloss sie die Gakushuin-Frauen-Akademie ab, im selben Jahr heiratete sie Takahito, Prinz Mikasa.
Sie brachte fünf Kinder zur Welt:
1. Konoe Yasuko, vormals Prinzessin Yasuko von Mikasa, * 26. April 1944, verheiratet am 16. Dezember 1966 mit Konoe Tadateru, dem jüngeren Bruder des früheren Premierministers Hosokawa Morihiro und adoptierten Enkels und Erben des früheren Premierministers Konoe Fumimaro, dem derzeitigen Präsidenten des Japanischen Roten Kreuzes.
2. Prinz Tomohito von Mikasa (* 5. Januar 1946; † 6. Juni 2012)
3. Prinz Katsura (Yoshihito) (* 11. Februar 1948; † 8. Juni 2014)
4. Masako Sen, vormals Prinzessin Masako von Mikasa, * 23. Oktober 1951, verheiratet am 14. Oktober 1983 mit Sen Masayuki, dem ältesten Sohn von Sen Shoshitu XV und derzeit sechzehnter Erb-Großmeister (iemoto) der Teezeremonie-Schule Urasenke
5. Prinz Takamado (Norihito) (* 29. Dezember 1954; † 21. November 2002)

1948 wurde sie Präsidentin der Boshi-Aiiku-kai, 2010 trat sie von diesem Posten zurück. Die Prinzessin engagierte sich für die Erhaltung der traditionellen japanischen Kultur. 
2022 überstand sie eine Covid-19-Infektion. Im März 2024 war sie wegen Herzproblemen in stationärer Behandlung.
Am 15. November 2024 starb sie im Alter von 101 Jahren.